# قانون مسعودی
قانون مسعودی یا القانون المسعودی فی الھیئة  والنجوم   یکی از تألیفات ابوریحان محمد بن احمد بیرونی است۔

## متن کتاب
قانون مسعودی، کتاب دیگر ابوریحان بیرونی که آنھم از اُمّھات کتب در تمدن اسلامی ایران شمردہ می شود کتاب مشھور او قانون مسعودی است شامل یازدہ باب که ھر باب یفصول متعدد تقسیم می شود۔ این کتاب حکم دائرۃ المعارف بزرگی از علوم ریاضی و ھیئت و نجوم دارد و در آن نسبت باطلاعات قدما اضافات بسیار موجود است۔ قانون مسعودی برای سلطان مسعود غزنوی  نوشته و بنام او نامیدہ شدہ است۔ کارلونالینو  دربارۂ این کتاب و محتوای آن توضیحات سودمندی دادہ است۔ در قانون مسعودی دربارۂ:
- مبادی علم ھیئت۔
- تواریخ اُمم مختلف و استخراج بعضی از آنھا از بعض دیگر۔
- حساب مثلث مخصوصاً   مثلثات کروی۔
- دوائر کرۂ سماوی واحداثیاتِ ناشی از آن، و آنچه بسبب حرکت ظاھری روزانهٔ کرۂ آسمان بر گرد زمین از مطالع بروج در فلک مستقیم و در شھرھا و وسعت مشرقھا و مغربھا و ارتفاعھای خورشید در اقالیم مختلف، حادث می گردد، و شناسائی عرض ھای بلاد بوسیلهٔ سایه ھای مقیاسھا و نظایر آن،  صورت زمین و ابعاد و کیفیت اندازہ گیری طولھای شھرھا و مسافت میان دو شھر که طول و عرض آنھا معلوم باشد و سمت قبله و مسائل مختلفی که مربوط باشد بطولھا و عرضھای جغرافیائی و تقسیم زمین باقلیم ھاو اوضاع شھرھایی که بطول و عرض خود معروفند۔
- حرکات آفتاب و کیفیت تبیین آنھا با شکل ھندسی۔
- حرکات ماہ و توضیح آنھا با شکل ھندسی و بیان اختلافات مناظر ماہ در ارتفاع و طول و عرض۔
- اتصالات نیّرین یعنی خورشید و ماہ و کسوفھای آنھا و حساب رؤیت ھلال۔
- کواکب ثابته و منازل ماہ در آنھا۔
- حرکات کواکب خمسهٔ متحیرہ (یعنی سیارات) در طول و عرض و بیان آن بشکل ھندسی، و استقامت و رُجوع آنھا و فاصلهٔ ھر یک ازآنھا از زمین و اندازۂ جِرم آبھا و ظھور (آشکاری) و خفا (پنھانی) و سِترْ (پوشیدگی) آنھا۔
- مسائلی از حساب مثلثات کروی و علم ھیئت کروی مربوط به اموری که اصحاب احکام نجوم بدانھا احتیاج دارند، بحث شدہ است۔[۳]